# Уварово (Псковська область)
Уварове (рос. Уварово) — село у Опочецькому районі Псковської області Російської Федерації. Входить до складу Приміської волості.

## Географія
Село розташована за 17 км. на північний захід від міста Опочка.

## Клімат
Клімат села помірно-континентальний, з м'якою зимою та теплим літом. Опадів більше випадає влітку і на початку осені.

## Населення
Станом на 2018 рік чисельність населення села — 10 осіб.
| 2000 | 2002 | 2010 | 2012 | 2013 | 2016 | 2018 |
| 12   | ↗ 13 | ↗ 14 | ↗ 18 | ↘ 17 | ↘ 14 | ↘ 10 |

## Історія
Входила до складу Петровської волості з центром в с. Макушино, з 3 листопада 2006 року в складі Опочецького району.